# عقرب سوطي فحمي
عقرب سوطي فحمي (الاسم العلمي: Thelyphonus anthracinus) هي نوع من العنكبوتيات يتبع جنس العقرب السوطي من الفصيلة العقارب السوطية.